# Rolando Vicovaro
Rolando Vicovaro (Valmontone, 11 dicembre 1927) è un ex calciatore italiano, di ruolo ala.

## Carriera
Dopo tre stagioni trascorse fra Serie B e Serie C con la maglia del Mantova in Serie C, nella quale segna 9 reti nella stagione 1948-1949, nell'estate 1950 viene acquistato del Palermo. Ha esordito in Serie A con la maglia rosanero il 10 settembre 1950 in Palermo-Atalanta (2-0).
Il periodo in rosanero inizia con un gol nelle prime 3 partite disputate (successi su Atalanta, Roma e Udinese, che proiettano i siciliani in testa alla classifica insieme a Bologna e Milan). Resteranno gli unici gol di Vicovaro nella stagione, che lo vede scendere in campo in 21 incontri di campionato. Disputa da titolare (26 presenze e 4 reti), anche la stagione successiva, anche questa chiusa a metà classifica, e a fine stagione viene ceduto all'Hellas Verona, militante in Serie B.
Con gli scaligeri disputa due stagioni in cadetteria, senza riuscire ad imporsi come titolare fisso né a ritrovare la via della rete, per poi abbandonare il calcio dopo aver militato anche nel Frosinone, in IV Serie.
In carriera ha totalizzato complessivamente 47 presenze e 7 reti in Serie A e 26 presenze in Serie B.